# Pablo Henrik Llambías
Pablo Henrik Llambías (født 8. februar 1964 i Svenstrup ved Aalborg) er en dansk forfatter og multikunstner. Han er cand.mag. og uddannet på Det Jyske Musikkonservatorium, film- og medievidenskab ved Københavns Universitet, samt på Det Kongelige Danske Kunstakademi, hvor han afsluttede sine studier på Skolen for Teori og Formidling. Han har arbejdet en årrække som kommunikationsmedarbejder på Galerie Mikael Andersen i København.[kilde mangler]
Llambías påbegyndte sit kunstneriske arbejde som musiker og komponist. Hans hovedinstrument var trombone. Han var medlem af det aarhusianske band Ozelots 1984-1986 og siden af det ligeledes aarhusianske band Picnic 1985-1989, som han indspillede pladen Barking up the wrong tree med i 1987. Han bidrog med numre til begge bands. Han har ligeledes spillet sammen med Master Fatman i Master Fatman Freedom Figthers i årene 1989-1993. I 1993 etablerede han et 12-mands kor, Hysteri, der spillede hans egne sange i egne arrangementer, som regel med tilhørende jazzgruppe. Koncerterne var mange, herunder på Jazzhouse i 1995 med et band bestående af Jørgen Emborg (pia), Thor Madsen (gui), Anders Hentze (tr), Niels Præstholm (bas), Lisbeth Diers (perc), samt på DR P2.
Llambías arbejdede 1986-1995 som videokunstner med base i Det Danske Videoværksted i Haderslev. Han lavede musikvideoer for Picnic og andre bands - herunder videoen til Picnic-nummeret "Wildebeast". I 1990 erhvervede Statens Filmcentral hans videoarbejde 00.02.59.15, der var en visuel bearbejdelse af en kortprosatekst af den argentinske forfatter Jorge Luis Borges med titlen "En drøm i Tyskland". Videoen var grundlag for hans senere optagelse på Det kgl. danske Kunstakademi. I 1991 realiserede han sammen med Danske Unge Kunstnere ved formand Kuno Kærby Kristensen videoinstallationen PEEP med musik af Niels Rosing-Schouw. Værket var installeret i hele den nordlige fløj af Kunsthal Charlottenborg. Det var et interaktivt værk med livespillet musik i samspil med 125 computerstyrede skærme bygget op som en kube, man kunne gå ind i. I 1993 udkom hans arbejde DK-Filmen med Danmark, der var en 16 mm-film med støtte fra Det Danske Filminstitut, formidlet af Statens Filmcentral. I 1995 skabte han Nazismens Børn sammen med Hosea Che-Dutschke. Det var en interviewfilm med tyske østfrontveteraner udgivet i anledning af 50-året for afslutningen på Anden Verdenskrig. Den blev vist på DR. I 1993 udstillede han desuden en række fotografier med tekst på Overgaden, Institut for Samtidskunst, med den samlede titel Posterprints, opkaldt efter den teknik billederne var fremstillet med. Udstillingen var afsæt for hans virke som forfatter, idet flere af teksterne blev sendt ind til Gyldendal, hvoraf nogle endte i hans debutbog.
Llambías debuterede som forfatter i 1996 med novellesamlingen Hun har en altan på forlaget Gyldendal, der har udgivet de fleste af hans bøger. Den blev præmieret af Statens Kunstfond. Året efter udkom den genreløse bog Rådhus, der var hans afgangsopgave på Det kgl. danske Kunstakademi. Udgivelsen fandt sted samtidig med en række udstillingsprojekter, der alle handlede om offentligt byggeri og kunstanvendelse.
Romanerne Den dag vi blev frie, (1998), A.P.O.L.L.O.N. (2000) og Trojaner (2001) var science fiction-værker, der blev præmieret med SFC-prisen i 2002. På andre forlag udkom i samme periode kortprosabogen Anden, Space Poetry 2001, med billeder af hans farbror, Enrique Llambías, essaysamlingen Turistattraktion, Informations Forlag 2001, samt Kærlighed til Fædrelandet var Drivkraften, Lindhardt & Ringhof 2001, en rejseroman i samarbejde med Lars Skinnebach, Jeppe Brixvold og Lars Frost.
I årene 2005-2008 udkom tre romaner, herunder den semidokumentariske Et Ukendt Barn, der handlede om tyske flygtninge i Danmark efter Anden Verdenskrig, De Elskendes Bjerg samt ... rasende ... I 2008 blev Llambías tildelt Otto Gelsted-prisen. I samme periode turnerede Llambías med sungne kortprosatekster sammen med guitarist Thor Madsen og trommeslager Anders Hentze, herunder på Louisiana i 2009
I 2009 udkom Kærlighedens Veje & Vildveje, der var en genskrivning af Suzanne Brøggers bog med samme titel fra 1975. Brøgger og Llambías optrådte flere gange sammen med tekster fra hver deres bog, blandt andet på Louisiana i 2010.
I 2010 udkom kortprosasuiten Ud over havet.
I 2011 udkom Monte Lema, der var en knækprosasamling baseret på sonetformen. Der blev indspillet en plade med flere af teksterne, og Llambías turnerede i Danmark og Norge med sangene i samarbejde med guitarist Thor Madsen og trommeslager Anders Hentze. Pladen blev udgivet som indstik bag i bogen og kan desuden høres i sin fulde længde her. I 2013 udkom yderligere to sonetsamlinger med titlerne Hundstein og Sex Rouge. Llambías læser her op af Monte Lema i Jørgen Leths film, Lyrikporten - 28 danske digtere.
I 2014 og 2015 udgav Llambías to undervisningsbøger i at skrive; den ene, Standardprædikenen, var rettet mod prædikenskrivende præster, mens den anden, Skrivning for begyndere, var skrevet til skønlitterært skrivende. I 2017 udkom romanen Natteskær, og i 2019 Zombierådhus, der var en videreudvikling af Rådhus fra 1997. For denne bog modtog Llambías i 2019 Kritikerprisen.
Ved siden af sit virke som forfatter har Llambías undervist i at skrive. Han underviste på Forfatterskolen 2000-2006 og i skrivekunst på Syddansk Universitet, til han afløste Hans Otto Jørgensen som rektor for Forfatterskolen i efteråret 2009. I sommeren 2015 forlod han uventet posten efter en sag, der senere viste sig at handle om seksuel chikane af en studerende, digter Nanna Storr-Hansen.
Llambías er i dag ansat som studielektor på Rytmisk Musikkonservatorium, hvor han bl.a. underviser i tekstskrivning, hvilket Andreas Odbjerg, som vandt priserne for Årets Nye Navn og Årets Sangskriver, ved Danish Music Awards 2021, takkede ham for.
Derudover underviser Llambías på kunstskoler, universiteter, højskoler med videre. Han har desuden undervist i prædikenskrivning på Præsternes Efteruddannelse under Pastoralseminariet siden 2003.
Han påbegyndte sin undervisning på Rytmisk Musikkonservatorium i 2011.